# Biserica Sfântul Gheorghe din Sfântu Gheorghe
Biserica ortodoxă cu hramul Sf. Gheorghe este un lăcaș de cult situat în partea de est a municipiului Sfântu Gheorghe, pe strada Horia, Cloșca și Crișan. Ansamblul inițial cuprindea clopotnița și o biserică de lemn (ambele construite în preajma anului 1810). În 1872 a fost înălțată actuala biserică din piatră, pe locul celei vechi, ruinate. Monument istoric (cod: CV-II-m-B-13099).
În imediata vecinătate a lăcașului de cult a funcționat prima școală confesională ortodoxă română din Sfântu Gheorghe, în prezent casă memorială.